# Northeast Philadelphia
Northeast Philadelphia, bijgenaamd Northeast Philly, the Northeast en the Great Northeast, is een stadsdeel van de Amerikaanse stad Philadelphia. Wegens haar grote omvang is het stadsdeel opgedeeld in twee delen, Near Northeast en Far Northeast. Het stadsdeel wordt in het oosten begrensd door de Delaware, in het noorden door Bucks County, in het oosten door Montgomery County en in het zuiden door het stadsdeel North Philadelphia.
In het stadsdeel is Northeast Philadelphia Airport gelegen.

## Geschiedenis
Het gebied van het stadsdeel Northeast Philadelphia werd al door Zweedse kolonisten bewoond toen het gebied deel uitmaakte van de kolonie Nieuw-Zweden. Na hen kwamen Engelse quakers in het gebied wonen. In 1854 ging het gebied deel uitmaken van Philadelphia County en werd het onderdeel van de stad.

## Bekende inwoners
- Gia Marie Carangi, model
- Sylvester Stallone, acteur